# 679
679 је била проста година.

## Догађаји
- Цар Константин IV потписује мировни споразум, номиналног трајања од 30 година, са калифом Муавијом I из Омејадског калифата. Константин плаћа годишњи данак од 3.000 фунти злата, 50 коња и 50 робова. Арапски гарнизони су повучени из својих база на византијском приморју, укључујући Крит и Кизик.
- Српски кнез Владин загосподарио је земљама Силодуксија у Македонији, а затим Целом латинском провинцијом, познатом као Румунија, која се сада зове Мавровлахија.
- 23. децембар – Краљ Дагоберт II је убијен у несрећи у лову, близу Стенаи-сур-Меусе (Ардени), вероватно по наређењу Пепина од Херстала, градоначелника палате Аустразије. Наследио га је Теудерик III, који постаје једини владар Франачког краљевства.
- Краљ Етелред од Мерсије жени се принцезом Острит, сестром краља Егфрита од Нортумбрије.
- Адомнан, свештенички адвокат, постаје игуман манастира Иона Абеи, који се налази на острву Јона (савремена Шкотска).
- 2. октобар – Леодегар, бискуп од Аутуна, мучен је и погубљен од стране неустријских племића у Фекампу (Нормандија).